# Осколочный снаряд
Осколочный снаряд — артиллерийский снаряд основного назначения для поражения живой силы и небронированной военной техники противника, решения ряда других задач. По сравнению с универсальным осколочно-фугасным снарядом того же калибра обладает лучшим осколочным действием, но не может быть эффективно использован против фортификационных сооружений. Наряду с ударным взрывателем мгновенного действия осколочные снаряды оснащаются разнообразными взрывателями дистанционного типа в зависимости от их назначения. Например, для поражения живой силы противника эффективна стрельба осколочными снарядами с радиовзрывателем, обеспечивающими разрыв на небольшой высоте над расположением вражеских солдат. Для борьбы с воздушными целями применяются снаряды со взрывателями, обеспечивающими их разрыв по истечении определённого времени полёта, достижении заданной высоты или минимального удаления от цели.